# Zbigniew Sosnowski (polityk)
Zbigniew Sosnowski (ur. 10 grudnia 1963 w Rypinie) – polski polityk, nauczyciel i samorządowiec, członek zarządu województwa kujawsko-pomorskiego (2006–2008) i wicemarszałek tego województwa (2019–2023), w latach 2008–2011 podsekretarz stanu w Ministerstwie Spraw Wewnętrznych i Administracji, poseł na Sejm IV, V, VII, VIII i X kadencji.

## Życiorys
Absolwent I Liceum Ogólnokształcącego im. Filomatów Ziemi Michałowskiej w Brodnicy. W 2000 ukończył studia na Wydziale Nauk Historycznych Uniwersytetu Mikołaja Kopernika w Toruniu. Od 1990 pracował jako dyrektor szkoły podstawowej w Zasadach. Prezes zarządu oddziału powiatowego Związku Ochotniczych Straży Pożarnych Rzeczypospolitej Polskiej w Brodnicy, członek prezydium oddziału wojewódzkiego ZOSPRP w Toruniu.
W 2001 i 2005 był wybierany na posła z listy Polskiego Stronnictwa Ludowego w okręgu toruńskim. W 2004 bez powodzenia kandydował do Parlamentu Europejskiego. W wyborach samorządowych w 2006 uzyskał mandat radnego powiatu brodnickiego, w związku z czym utracił mandat poselski. W listopadzie 2006 został powołany w skład zarządu województwa kujawsko-pomorskiego. Przestał pełnić tę funkcję 1 marca 2008, kiedy to został podsekretarzem stanu w Ministerstwie Spraw Wewnętrznych i Administracji.
W wyborach parlamentarnych w 2007 bez powodzenia ponownie kandydował do Sejmu. W wyborach w 2011 uzyskał mandat poselski z okręgu toruńskiego, kandydując z 2. pozycji na liście Polskiego Stronnictwa Ludowego i zdobywając 7354 głosy. 24 października 2011 w związku z wyborem na posła został odwołany z funkcji wiceministra w MSWiA. W 2014 po raz drugi kandydował bezskutecznie do Europarlamentu. W 2015 został ponownie wybrany do Sejmu, otrzymując 7230 głosów.
W wyborach parlamentarnych w 2019 otrzymał drugie miejsce na liście kandydatów Polskiego Stronnictwa Ludowego do Sejmu IX kadencji w okręgu toruńskim (w ramach porozumienia PSL z ruchem Kukiz’15). Zdobył 9839 głosów, reelekcji poselskiej nie uzyskał, przegrywając z mającym pierwsze miejsce na tej liście Pawłem Szramką. W listopadzie 2019 powołany na wicemarszałka województwa kujawsko-pomorskiego.
W wyniku wyborów w 2023 powrócił do niższej izby polskiego parlamentu z ramienia koalicji Trzecia Droga. Został wybrany do Sejmu X kadencji, zdobywając 27 070 głosów. W 2024 z ramienia tej samej koalicji wystartował w kolejnych wyborach europejskich.

## Odznaczenia
- Brązowy Krzyż Zasługi (1998)[10]
- Srebrna Odznaka „Zasłużony dla Ochrony Przeciwpożarowej”
- Złoty Znak Związku Ochotniczych Straży Pożarnych Rzeczypospolitej Polskiej[11]
- Złoty, Srebrny i Brązowy Medal „Za Zasługi dla Pożarnictwa”
- Medal Honorowy im. Józefa Tuliszkowskiego[12]

## Życie prywatne
Syn Władysława i Zofii. Żonaty, ma dwoje dzieci (Magdalenę i Jarosława).